# Mabel's Busy Day
Mabel's Busy Day (Mabel vendedora ambulante) es una película de cine estadounidense estrenada el 13 de junio de 1914 con dirección y actuación de Charles Chaplin y Mabel Normand.

## Reparto
- Charles Chaplin: el alborotador.
- Mabel Normand: Mabel, vendedora de salchichas.
- Chester Conklin: el sargento de policía.
- Slim Summerville: un policía.
- Billie Bennett:[2] una mujer.
- Harry McCoy:[3] el ladrón de las salchichas.
- Wallace MacDonald: un espectador.
- Edgar Kennedy: un cliente matón.
- Al St. John: otro policía.
- Charley Chase: otro espectador.
- Mack Sennett: otro comprador.
- Henry Lehrman: otro espectador.

### Sin acreditar
- Dan Albert:[4] otro espectador.
- Charles Bennett:[5] un espectador.
- Helen Carruthers:[6] otra espectadora.
- Glen Cavender:[7] otro cliente de Mabel.
- Frank Opperman:[8] otro espectador.

## Sinopsis
Mabel trata de vender salchichas en las carreras de automóviles, pero no está haciendo muy buena tarea. Deja un momento la caja con las salchichas y Charlot la encuentra y las reparte a los hambrientos espectadores. Mabel busca la caja y cuando se da cuenta de lo sucedido llama a la policía y sobreviene el caos.

## Crítica
Es un ejemplo típico de una realización de los dos principales intérpretes. De hecho, cada uno dirige sus escenas sin preocuparse mucho del otro. Así tenemos una acción que va de uno a otro o sea que cada uno a su turno efectúa su número. Todas las escenas son visiblemente hechas para lucimiento de Chaplin: actúa solo, ante un círculo de espectadores, como si estuviera en un escenario de variedades. Mabel por otro lado hace su parte y el reencuentro de los personajes da unidad a la película.
Charlot, más elegante que de costumbre, actúa con una brutalidad y audacia sin límites. Ni la autoridad de la policía ni el número de sus adversarios lo detienen un momento y su fuerza es igual a su insolencia. Pese a que el egoísmo y la hipocresía guían a su personaje, terminará por seducir a Mabel y la película culmina con su triunfo sentimental. 